# Khánh Hòa, Lục Yên
Khánh Hòa là một xã thuộc huyện Lục Yên, tỉnh Yên Bái, Việt Nam.
Xã Khánh Hòa có diện tích 53,63 km², dân số năm 2019 là 3.365 người, mật độ dân số đạt 63 người/km².